# Římskokatolická farnost Hronov
Římskokatolická farnost Hronov je územním společenstvím římských katolíků v rámci náchodského vikariátu královéhradecké diecéze.

## O farnosti

### Historie
Původně gotický kostel Všech svatých v Hronově, poprvé připomínaný již v roce 1359, byl barokně přestavěn v letech 1713–1717.

#### Přehled duchovních správců
- 1905–1939 R.D. Karel Mensinger
- 1939–1941 R.D. Václav Mareček (v r. 1941 odešel z kněžské služby a oženil se)
- 1941–1947 R.D. Josef Sedláček
- 1947–1948 R.D. Antonín Nováček
- 1948–1951 R.D. Jan Cimburek
- 1951–1970 R.D. František Kettner
- 1970–1981 R.D. Václav Hartman
- 1981–2005 R.D. Ladislav Šidák
- 2005-2021 R.D. Mgr. Jaroslav Jirásek
- od 2021 R.D. Mgr. Jan Kunert

### Současnost
Farnost má sídelního duchovního správce, který je zároveň administrátorem ex currendo ve farnosti Velké Poříčí. Po roce 2005 byla k Hronovu přičleněna zrušená farnost Stárkov.
| Kostel               | Místo   | Bohoslužba                                | Bohoslužba                            | Poznámka        |
| -------------------- | ------- | ----------------------------------------- | ------------------------------------- | --------------- |
| Kostel Všech svatých | Hronov  | neděle pondělí úterý čtvrtek pátek sobota | 8.00 17.00 v zimě, 18.00 v létě 17.00 | farní kostel    |
| Kostel sv. Josefa    | Stárkov | neděle                                    | 11.15                                 | filiální kostel |